# John Simon (Mediziner)

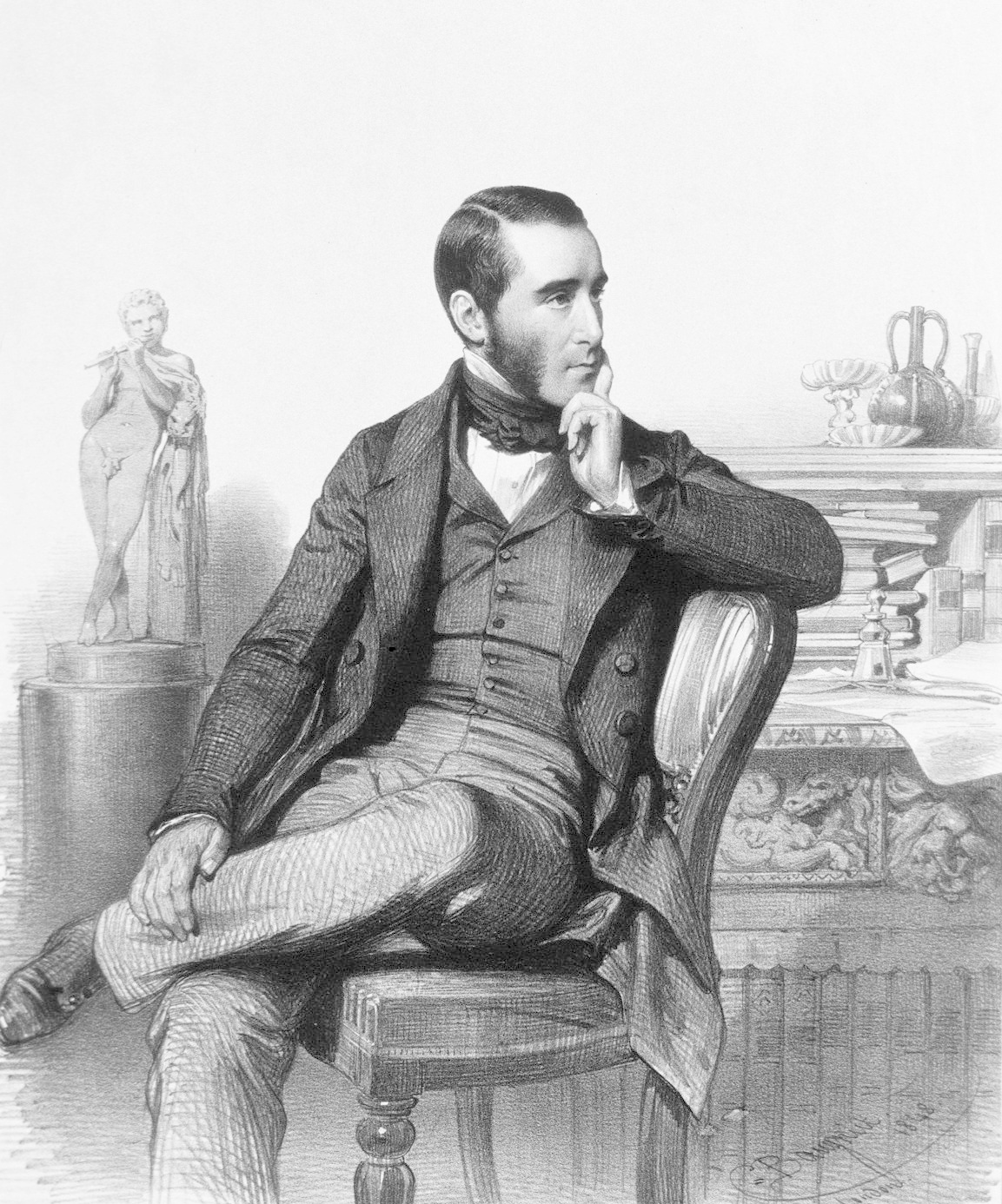
John Simon

Sir John Simon (* 10. Oktober 1816 in London; † 23. Juli 1904 ebenda) war ein britischer Arzt (Pathologe, Chirurg) und Gesundheitsreformer. Von 1855 bis 1876 war er Chief Medical Officer in Großbritannien.
Simon stammte von französischen Hugenotten ab und sprach seinen Nachnamen in französischer Art aus. Er begann seine medizinische Ausbildung als Lehrling des Chirurgen Joseph Henry Green und studierte am King’s College und am St Thomas’ Hospital in London. 1838 wurde er Mitglied (Fellow) des Royal College of Surgeons of England. Für seine Forschungen über den Thymus erhielt er 1845 den Astley-Cooper-Preis und wurde im selben Jahr Fellow der Royal Society.
Nach der Veröffentlichung des Public Health Act 1848 wurde er der erste Medical Officer of Health von London (und der zweite in Großbritannien überhaupt, in Liverpool wurde William Henry Duncan 1847 Officer of Health). Diese Position hatte er bis 1855 inne, als er nach Umorganisation des General Board of Health der erste Chief Medical Officer wurde. Als das General Board of Health 1858 aufgelöst wurde, übertrug man den Posten des Chief Medical Officer auf das Privy Council. Dies ging mit weniger Kompetenzen für Simon einher, da sein Posten dem des Amtes für die Armen (Poor Law) untergeordnet war. 1876 zog er sich zurück und sein Amt wurde unmittelbar darauf aufgelöst.
In seiner Rolle als oberster Beamter im Gesundheitswesen übertrug er wissenschaftliche Methoden auf die Aufgabe, die Abwässersysteme Londons zu sanieren.
1867 bis 1869 war er Präsident der Pathological Society of London. Er war Ritter (Knight Commander) des Bath-Ordens (KCB).
Er ist einer der 23 ursprünglichen Namen auf dem Fries der London School of Hygiene and Tropical Medicine, die Personen aufführen, die sich um öffentliche Gesundheitspflege und Tropenmedizin verdient gemacht haben.

## Veröffentlichungen (Auswahl)
- English Sanitary Institutions. Cassell, London 1890.